# Liste der Museen im Landkreis Schaumburg
Die Liste der Museen im Landkreis Schaumburg beinhaltet Museen im Landkreis Schaumburg, die unter anderem Kunst, Kulturgeschichte und Industriegeschichte vorstellen.

## Liste der Museen
| Bezeichnung                                          | Lage (Stadt, Ortsteil)                    | Bemerkungen                                                          | Bild |
| ---------------------------------------------------- | ----------------------------------------- | -------------------------------------------------------------------- | ---- |
| Heimatmuseum Auetal                                  | Auetal, Hattendorf Langenfelder Straße 47 |                                                                      |      |
| Heimatmuseum Bad Eilsen                              | Bad Eilsen Bückeburger Straße 2           |                                                                      |      |
| Agnes-Miegel-Haus                                    | Bad Nenndorf                              |                                                                      |      |
| Fürstliche Hofreitschule Bückeburg                   | Bückeburg                                 |                                                                      |      |
| Hubschraubermuseum Bückeburg                         | Bückeburg                                 |                                                                      |      |
| Museum Bückeburg                                     | Bückeburg                                 | Museum für Stadtgeschichte und Schaumburg-Lippische Landesgeschichte |      |
| Amts- und Fleckenmuseum Lauenau                      | Lauenau                                   |                                                                      |      |
| Josef Hauke Ausstellung Lauenau                      | Lauenau                                   |                                                                      |      |
| Bergbaumuseum Hof Gümmer                             | Lindhorst                                 |                                                                      |      |
| Berg- und Stadtmuseum der Stadt Obernkirchen         | Obernkirchen                              |                                                                      |      |
| Museum für Bergbau- und Stadtgeschichte Obernkirchen | Obernkirchen                              |                                                                      |      |
| Die Eulenburg. Universitäts- und Stadtmuseum Rinteln | Rinteln                                   |                                                                      |      |
| Industriemuseum Unterer Eisenhammer                  | Rinteln, Exten                            |                                                                      |      |
| Heimatstube Exten                                    | Rinteln, Exten                            |                                                                      |      |
| Heimatmuseum Rodenberg                               | Rodenberg                                 |                                                                      |      |
| Museumslandschaft Rodenberg                          | Rodenberg                                 |                                                                      |      |
| Schloss Rodenberg                                    | Rodenberg                                 |                                                                      |      |
| Dampfeisenbahn Weserbergland                         | Stadthagen                                |                                                                      |      |
| Museum Amtspforte Stadthagen                         | Stadthagen                                |                                                                      |      |
| Wilhelm Busch Land Wiedensahl                        | Wiedensahl                                |                                                                      |      |
| Zollstockmuseum Wiedensahl                           | Wiedensahl                                |                                                                      |      |